# 北見工業大学の人物一覧
北見工業大学の人物一覧は北見工業大学に関係する人物の一覧記事。

## 著名な教職員
- 鈴木聡一郎 - 北見工業大学学長

## 元教職員
- 照井日出喜

## OB・OG

### 政界
- 加藤修一 - 元参議院議員（公明党）、元環境副大臣、小樽商科大学教授
- 桜井宏 - 元衆議院議員（自民党）、元北見工業大学准教授

### 行政
- 石川哲夫 - 茨城県開発公社理事長

### 経済
- 植松努 - 植松電機社長
- 沼毅 - トヨタ紡織社長、元欧州トヨタ自動車執行副社長

### 研究者・学者
- 菅原一晴 - 群馬大学准教授。北見工業大学で助手をしていた
- 由水伸 - 道都大学教授

### スポーツ
- 鈴木夕湖 - カーリング選手、2018年平昌オリンピック・2022年北京オリンピック代表、ロコ・ソラーレ所属
- 平田洸介 - カーリング選手、2018年平昌オリンピック代表、KiT CURLING CLUB所属
- 相田晃輔 - カーリング選手、KiT CURLING CLUB所属

この項目は、ウィキプロジェクト 大学のテンプレートを使用しています。